# Alvar Hägglund
Alvar Johannes Hägglund, född 7 augusti 1913 i Västra Hjoggböle, Skellefteå landsförsamling, död 23 juni 1996 i Skellefteå landsförsamling, var en svensk längdåkare.
Hägglund tog guld på 3 x 10 km stafett vid Svenska mästerskapen i längdskidåkning 1941, silver på 50 km 1938 och brons på 15 km 1937. Han var en del av Sveriges lag som tog silver på 4 × 10 kilometer stafett vid Världsmästerskapen i nordisk skidsport 1939.